# 7358 Oze
7358 Oze (1995 YA3) là một thiện thạch Amor được phát hiện vào ngày 27 tháng 12 năm 1995 bởi T. Kobayashi tại Oizumi.